# Pseudopaludicola llanera
Espèce
Statut de conservation UICN

 LC  : Préoccupation mineure
Pseudopaludicola llanera est une espèce d'amphibiens de la famille des Leptodactylidae.

## Répartition
Cette espèce se rencontre jusqu'à 800 m d'altitude dans les Llanos du bassin de l'Orénoque en Colombie et au Venezuela.
Elle a aussi été observée sur le Cerro Corocoro au Venezuela à l'altitude inhabituelle de 1 220 m d'altitude,.

## Publication originale
- Lynch, 1989 : A Review of the Leptodactylid Frogs of the Genus Pseudopaludicola in Northern South America. Copeia, vol. 1989, no 3, p. 577-588.